# 人民民族党 (牙买加)
人民民族党（英語：People's National Party，缩写为PNP）是牙买加的一个社会民主主义和社会自由主义政党。由Norman Washington Manley于1938年创建。该党是加勒比海地区最早成立的一个政党，也是牙买加最主要的两个政党之一，另一个是牙买加工党。该党在1972到1980年、1989到2007年9月，以及2012年至2016年是议会的第一大党并因此执政。

## 历史
在1944年牙买加首次全民普选中，该党只获得议会32席中的4席。
在经过一些社会民主政策调整后，1972年在Michael Manley的领导下获得议会选举的胜利开始长期执政。
1997年12月18日，人民民族党在议会选举中获得60席中的50席。2002年10月16日，人民民族党获得60席中的34席。2007年9月3日，人民民族党获得60席中的28席，次于工党的32席。2011年12月29日人民民族党赢得议会选举63席中的41席，波蒂亚·辛普森-米勒于2012年1月再次担任牙买加总理。

## 历任领袖
- Norman Manley（1938年－1969年）
- Michael Manley（1969年－1992年）
- P·J·帕特森（1992年－2006年）
- 波蒂亚·辛普森-米勒（2006年至今）